# Izraelski muzej
Izraelski muzej (hebrejsko מוזיאון ישראל, ירושלים, Muze'on Yisrael, Yerushalayim) v Jeruzalemu je osrednji izraelski narodni muzej. Ustanovljen je bil maja 1965. Nahaja se na hribu v okrožju Givat Ram v osrednjem delu Jeruzalema. V bližini muzeja stojijo Muzej biblijskih dežel, Kneset, izraelsko vrhovno sodišče ter Hebrejska univerza v Jeruzalemu. Površina muzeja je skoraj 50.000 m², letno ima 800.000 obiskovalcev. Znan je po tem, da ima največjo zbirko eksponatov, povezanih z Izraelom in Judi, na svetu. Med najzanimivejšimi eksponati Izraelskega muzeja so Kumranski rokopisi, arheološko krilo muzeja pa privabi veliko obiskovalcev zaradi predmetov, najdenih na Masadi.

## Galerija
- Svetišče Knjige, kjer hranijo Kumranske rokopise, je najbolj obiskan del Izraelskega muzeja
- V Izraelskem muzeju je postavljen model judovskega Drugega templja, ki je bil med rimsko-judovsko vojno v času Heroda Velikega porušen